# Luigi Weiss
Luigi Weiss (Vattaro, 17 de diciembre de 1951) es un deportista italiano que compitió en biatlón. Ganó una medalla de bronce en el Campeonato Mundial de Biatlón de 1979, en la prueba de velocidad.
Participó en dos Juegos Olímpicos de Invierno, en los años 1976 y 1980, ocupando el sexto lugar en Innsbruck 1976, en la prueba por relevos.

## Palmarés internacional
| Campeonato Mundial | Campeonato Mundial | Campeonato Mundial | Campeonato Mundial |
| Año                | Lugar              | Medalla            | Prueba             |
| ------------------ | ------------------ | ------------------ | ------------------ |
| 1979               | Ruhpolding (RFA)   | Medalla de bronce  | Velocidad          |